# John Tinniswood
John Alfred Tinniswood (Liverpool, 26 augustus 1912 – Southport, 25 november 2024) was een Brits veteraan van de Tweede Wereldoorlog en tevens supereeuweling die tot zijn overlijden de oudste nog levende man ter wereld was.
Tinniswood werd op 26 augustus 1912 geboren in Liverpool. Hij werkte onder meer bij de Royal Mail en oliemaatschappijen BP en Shell. Tijdens de Tweede Wereldoorlog was hij actief bij de Royal Army Pay Corps, waar hij verantwoordelijk was voor zowel de financiële zaken en het lokaliseren van gestrande soldaten als de voedselvoorzieningen bij het Britse leger. In diezelfde periode leerde hij zijn vrouw Blodwen kennen. Ze trouwden in 1942 en kregen in 1943 een dochter. Blodwen overleed in 1986. Later woonde hij in een verzorgingstehuis in Southport.
Tinniswood werd op 1 juni 2024 de oudste nog levende man van Europa na het overlijden van de 112-jarige Fransman Georges Thomas. Diezelfde maand nog, op 29 juni, werd hij tevens de oudste nog levende man ter wereld na het overlijden van de 112-jarige Shi Ping uit China.
Aanvankelijk werd gedacht dat Tinniswood de 114-jarige Venezolaan Juan Vicente Pérez Mora opvolgde als oudste man ter wereld, vervolgens bleek echter dat Georges Thomas en Shi Ping ouder waren. Beiden overleden in juni 2024 en waren de laatste twee nog levende mannen geboren in 1911.
Tinniswood overleed op 25 november 2024 op 112-jarige leeftijd.